# Kaysha Love
Kaysha Love (ur. 24 września 1997 w West Jordan) – amerykańska bobsleistka i sprinterka akademicka, olimpijka, reprezentantka kraju w dwójkach bobslejowych.
W młodości i na studiach trenowała lekkoatletykę. Biegała na dystansach 60 metrów, 100 metrów, 200 metrów, w sztafetach 4 x 100 i 4 x 400 metrów, trenowała też skok w dal. W 2016 została wybrana najlepszą lekkoatletką stanu (Utah) szkół średnich (Gatorade State Girls Track and Field Athlete of the Year).
Pochodzi ze sportowej rodziny. Jej matka Stephanie grała w koszykówkę na Salt Lake Community College, ojciec Kevin natomiast na Utah Valley University. Jej siostra Jasmyne grała w siatkówkę na Salt Lake Community College i Cal State-East Bay.

## Osiągnięcia

### Lekkoatletyka
NCAA
- Steve Scott Invitational (2019 – 2. miejsce na 200 m – 23.66, 1. miejsce w sztafecie 4 x 400 m – 3:40.31)
- Mistrzostwa konferencji Mountain West:
  - 2018 – 4 x 100 m – 2. miejsce, 4 x 400 m – 2. miejsce, 100 m i 200 m – 5. miejsce
  - 2019 – 4 x 100 m – 4. miejsce, 100 m – 5. miejsce, 200 m – 6. miejsce
- Halowe mistrzostwa konferencji Mountain West:
  - 2018 – 4 x 400 m – 1. miejsce
  - 2020 – 60 m – 3. miejsce, 200 m – 4. miejsce
- Zaliczona do:
  - I składu konferencji Mountain West (2017 – 4 x 100 m, 2018 – 200 m, 4 x 400 m w hali i na stadionie, 4 x 100 m na stadionie, 2020)
  - II składu All-America U.S. Track & Field and Cross Country Coaches Association (USTFCCCA – 2017 – 4 x 100 m, 2018 – 4 x 100 m)

### Bobsleje
- Mistrzyni świata w dwójkach kobiet (2021 – pilot: Kaillie Humphries)
- Uczestniczka igrzysk olimpijskich w dwójkach kobiet (2022 – 7. miejsce, pilot: Kaillie Humphries)

## Lekkoatletyczne rekordy życiowe
- bieg na 60 metrów – 7,33
- bieg na 100 metrów – 11,37
- bieg na 200 metrów – 23,66
- sztafeta 4 × 100 metrów – 43,81
- sztafeta 4 × 400 metrów – 3:35,35
- skok w dal – 1,71